# Toshloq
Toshloq (uzb. cyr. Тошлоқ; ros. Ташлак, Taszłak) – osiedle typu miejskiego we wschodnim Uzbekistanie, w wilajecie fergańskim, siedziba administracyjna tumanu Toshloq. W 1989 roku liczyło ok. 12,1 tys. mieszkańców.